# Pseudothelphusidae
De Pseudothelphusidae is een familie van de superfamilie Pseudothelphusoidea uit de infraorde krabben (Brachyura).

## Systematiek
Er worden in deze familie twee onderfamilies onderscheiden:
- Epilobocerinae Smalley, 1964
- Pseudothelphusinae Ortmann, 1893